# Фокс, Лангтон Дуглас
Лангтон Дуглас Фокс (англ. Langton Douglas Fox, 21.02.1917 г., Лондон, Великобритания — 26.07.1997 г., Суонси, Великобритания) — католический прелат, епископ Меневии.

## Биография
Лангтон Дуглас Фокс родился 21 февраля 1917 года в Лондоне, Великобритания. 30 мая 1942 года был рукоположён в священника.
18 октября 1965 года Римский папа Пий XII назначил Лангтона Дугласа Фокса титулярным епископом Мавры и вспомогательным епископом Меневии. 16 декабря 1965 года Лангтон Дуглас Фокс был рукоположён в епископа.
Лангтон Дуглас Фокс участвовал в работе IV сессии II Ватиканского собора.
16 июня 1972 года Лангтон Дуглас Фокс был назначен ординарием епархии Меневии.
5 февраля 1981 года вышел на пенсию.
Умер 26 июля 1997 года.